# Carbamazepina
A carbamazepina (CBZ), vendida sob o nome comercial Tegretol, entre outros, é um dos principais medicamentos utilizados no tratamento da epilepsia e dor neuropática. Tem acção semelhante no tratamento de convulsões à fenitoína e valproato. Demonstra ser ineficaz para o tratamento de crises de ausência ou crises mioclónicas. Pode ser usado para esquizofrenia, juntamente com outros medicamentos, sendo eficaz como agente de segunda linha na profilaxia de episódios maníacos e depressivos nos transtornos bipolares. É administrado duas a quatro vezes ao dia. Encontra-se disponível uma formulação de liberação controlada do medicamento para a qual existem evidências experimentais que mostram uma incidência menor de efeitos colaterais e mais.
Os efeitos secundários mais comuns incluem náuseas e sonolência. Já os efeitos colaterais mais graves podem incluir erupções cutâneas, diminuição da função da medula óssea, pensamentos suicidas ou confusão. É contra-indicado a pacientes com histórico de problemas com a medula óssea. O uso do medicamento durante a gravidez pode prejudicar o bebê; no entanto recomenda-se que não se interrompa a medicação em mulheres grávidas com epilepsia. É desaconselhada a sua utilização durante a fase de amamentação. As pessoas com problemas hepáticos ou renais devem tomar as devidas precauções.
A carbamazepina foi descoberta em 1953, pelo químico suíço Walter de Schindler. Foi comercializado pela primeira vez em 1962. Encontra-se disponível como medicamento genérico e não é muito caro. O fármaco esteve inscrito na Lista de Medicamentos Essenciais da OMS até 2017, que lista os mais importantes medicamentos, essenciais no sistema de saúde básico. O custo no mercado grossista no mundo em desenvolvimento está entre 0,01 e 0.07 USD por dose desde 2014.

## História
A carbamazepina foi descoberta pelo químico Walter Schindler da J.R. Geigy AG, que atualmente é parte da Novartis, em 1953. Schindler obteve êxito em sintetizar o fármaco em 1960, antes de seus efeitos antiepiléticos terem sido descobertos.
Foi comercializada inicialmente para tratar a neuralgia do trigêmeo em 1962 e depois em 1965 começou a ser utilizada como antiepilético no Reino Unido. No ano de 1972 foi aprovado seu uso nos Estados Unidos. É considerada medicamento de segunda geração de agentes anticonvulsivantes, depois do fenobarbital.

## Indicações
- Prevenção de episódios convulsivos na epilepsia do grande mal (convulsões tónico-clónicas generalizadas).[17]
- Convulsões tónico-clónicas parciais: fármaco de primeira escolha.
- Antiepiléptico na epilepsia focal.
- Eficaz na epilepsia psicomotora do lobo frontal.
- Alivio de desvios comportamentais e emocionais no epiléptico.
- Doença bipolar (ou maníaco-depressiva).
- Síndrome de Abstinência Alcoólica
- Nevralgia do trigêmeo e glossofaríngeo.[17]
- Dor da tabes

## Mecanismo de ação
A carbamazepina é um bloqueador dos canais de sódio das membranas dos neurónios. Ela é específica para o estado conformacional dessa proteína que ela adapta logo após abrir o seu poro. Assim, a carbamazepina inibe a função dos canais mais usados. Como o influxo de sódio é que inicia a propagação do potencial de ação, os neurónios que apresentam a maior frequência de disparo (incluindo aqueles que disparam desreguladamente dando origem às convulsões, mas também outros) reduzem a sua atividade.
Potencializa a ação do GABA, um neurotransmissor fisiológico que inibe a geração de potenciais das ações.

## Efeitos úteis
Deprime a atividade elétrica excessiva no cérebro, sem afetar demasiadamente a atividade normal.

## Efeitos adversos
É menos disruptor das funções intelectuais que a fenitoína e o fenobarbital, embora seu preço seja mais alto.
- Alterações da percepção da visão, por vezes graves
- Náuseas
- Zumbidos e outros sons no ouvido alucinatórios (raro)[18][19]
- Sedação
- Reduz a eficácia da contracepção oral nas mulheres férteis
- Secura da boca
- Ataxia (andar rígido e anormal)
- Dores intestinais
- Anemia e agranulocitose nos primeiros meses de uso apenas
- Reações alérgicas raras
- Incontinência urinária[20]
- Depressão medular em altas doses (depressão respiratória potencialmente fatal)

Em uma revisão sistemática, foram analisados 73 relatórios contendo 191 pessoas que desenvolveram distúrbios do movimento associados à carbamazepina, oxcarbazepina e eslicarbazepina. Os movimentos anormais encontrados foram mioclonia, distonia, tiques, discinesia, parkinsonismo, e acatisia.

## Interações
A carbamazepina possui uma série de interações farmacológicas. Entre eles, podem ser citados o valproato, fenitoína e fenobarbital, pois induzem CYP3A4, o que eleva o metabolismo da carbamazepina. O fármaco também reduz a concentração plasmática de haloperidol, interferindo em seu efeito terapêutico. Ainda, propoxifeno, eritromicina, cimetidina, fluoxetina e isoniazida podem interromper o metabolismo da carbamazepina. Com relação aos anticoncepcionais orais, o fármaco pode reduzir o efeito destes medicamentos. O paracetamol pode aumentar a toxicidade da carbamazepina. Pode reduzir a tolerância ao álcool. IMAO pode produzir convulsões, hipertensão e crises de febre. Existem outras interações.

## Uso na gravidez e aleitamento
Seu uso durante a gravidez está associado a um risco de 3% de deformidades fetais. O risco é maior se está associado a outros anticonvulsivantes chegando a 22% quando se tomam 4 anticonvulsivantes simultaneamente. Todos os anticonvulsivantes tem risco de deformidades entre 2% (lamotrigina, o mais seguro) e 9% (valproato, o menos seguro), mas a epilepsia em si também aumenta dobra ou triplica o risco. Em um grupo de 500 mulheres com epilepsia que não tomavam nenhum medicamento anticonvulsivante a incidência foi de 8,5% de deformidades fetais. Quanto mais graves as crises maior o risco. Há casos relatados de danos ao feto provocados pelo uso do medicamento tais como: espinha bífida, deformação de crânio e face e lesões em outros sistema do organismo. A carbamazepina passa para o leite materno.